# Follo FK
ElFollo Fotballklubb es un club de fútbol de la localidad de Ski, Noruega. El color oficial de Follo es celeste y juega como local en el Ski Stadion. El club fue fundado en el año 2000, y su mayor logro hasta la fecha fue cuando alcanzó la final de la Copa de Noruega en 2010.

## Historia
El equipo fue creado en septiembre del año 2000 como el equipo que serviría de organización paraguas para cinco equipos de fútbol locales; Ås IL, Oppegård IL, Langhus IL, Ski IL y Nordby IL.
La primera participación notable de Follo FK en torneos nacionales vino en 2006, cuando alcanzaron los cuartos de finales de la Copa de Noruega, incluso derrotando a los campeones defensores Molde FK en el camino.
Cuatro años después, en 2010, llegaron a la final de la Copa de Noruega, esta vez venciendo al Lillestrøm de la Tippeligaen 4-2 en la tercera ronda, luego 3-2 al Rosenborg en las semifinales con un golazo de chilena de Pablo Saucedo. En ese entonces Rosenborg se encontraba invicto en la liga, mientras que Follo se encontraba al fondo de la tabla de la Adeccoligaen, la segunda división de Noruega. El comentarista Guillermo Rodríguez, de la NRK catalogó la victoria del Follo sobre el Rosenborg como la mayor sorpresa en la historia del fútbol de copa de Noruega. Desafortunadamente para el club, este terminó cayendo en la final 2-0 ante el Strømsgodset.
Follo terminaría descendiendo a la tercera categoría del fútbol noruego al final de esa temporada; pese a que lograron finalmente escaparse de la zona del descenso cuando terminó la campaña, debido a que no finalizaron su aplicación para una licencia profesional en 2011 terminaron siendo relegados de categoría.
Antes del inicio de la temporada 2011 de la tercera división, Follo era considerado como uno de los favoritos para regresar a la Adeccoligaen, pero apenas pudo terminar en la décima ubicación, a tan solo cuatro puntos de la zona de descenso. No obstante, Follo ganaría la liga al año siguiente, con la actuación estelar de Daniel Torres, permitíendole así regresar a la Adeccoligaen para la temporada 2013.

## Palmarés
- Fair Play ligaen Grupo 4: 1

2014